# Zabłocie (Kraków)

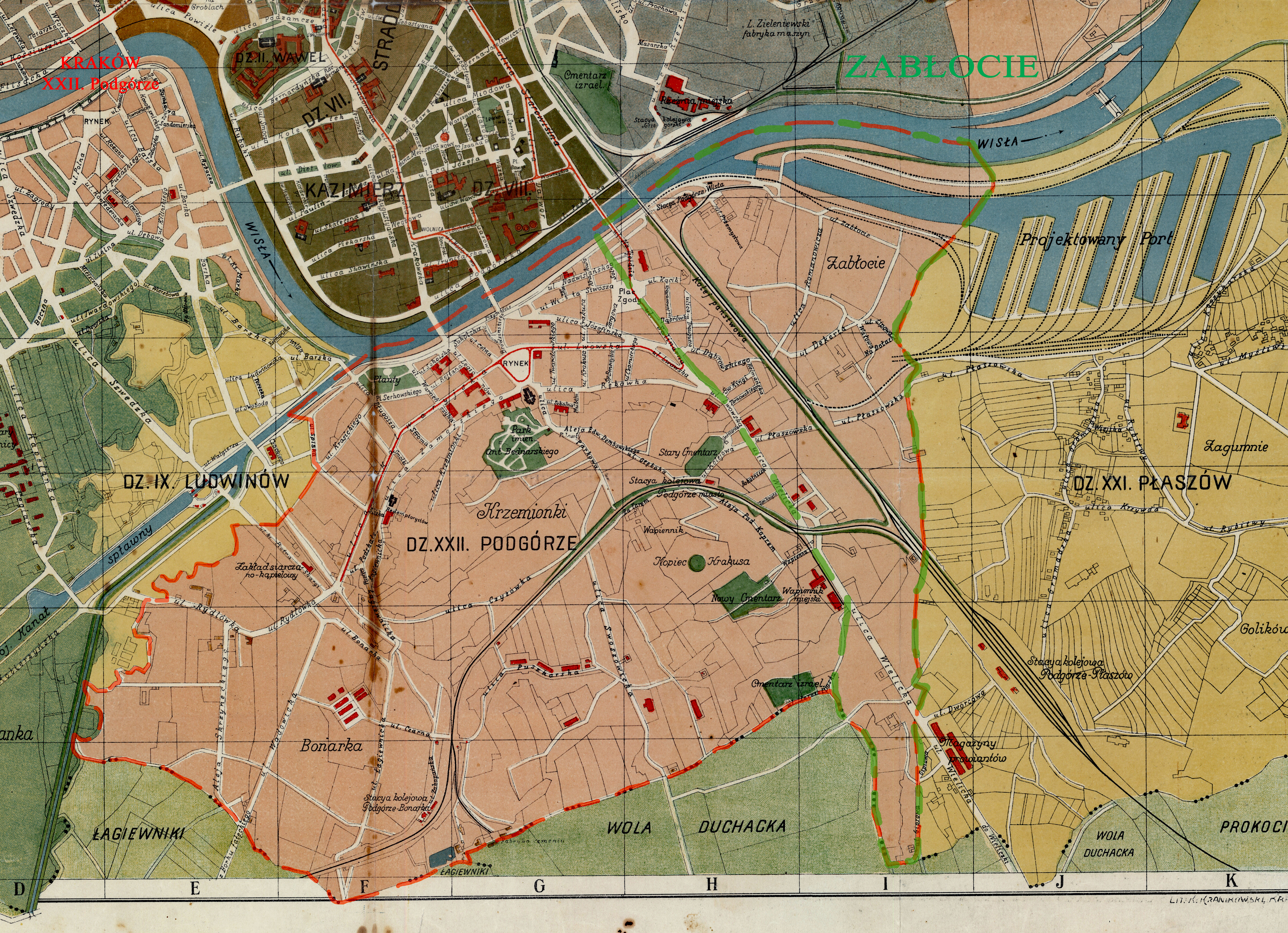
Granice dawnej wsi Zabłocie na planie Podgórza (1916)

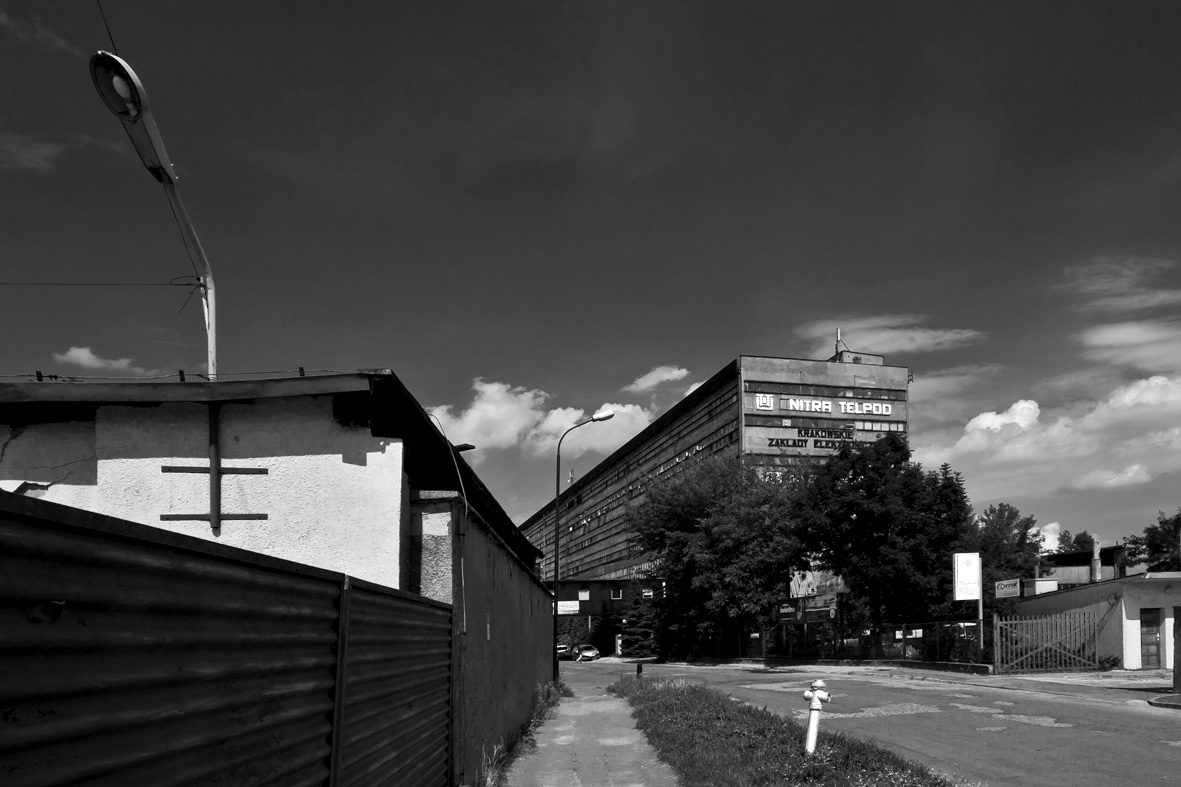
Budynek zakładów Elektronicznych Telpod – Unitra

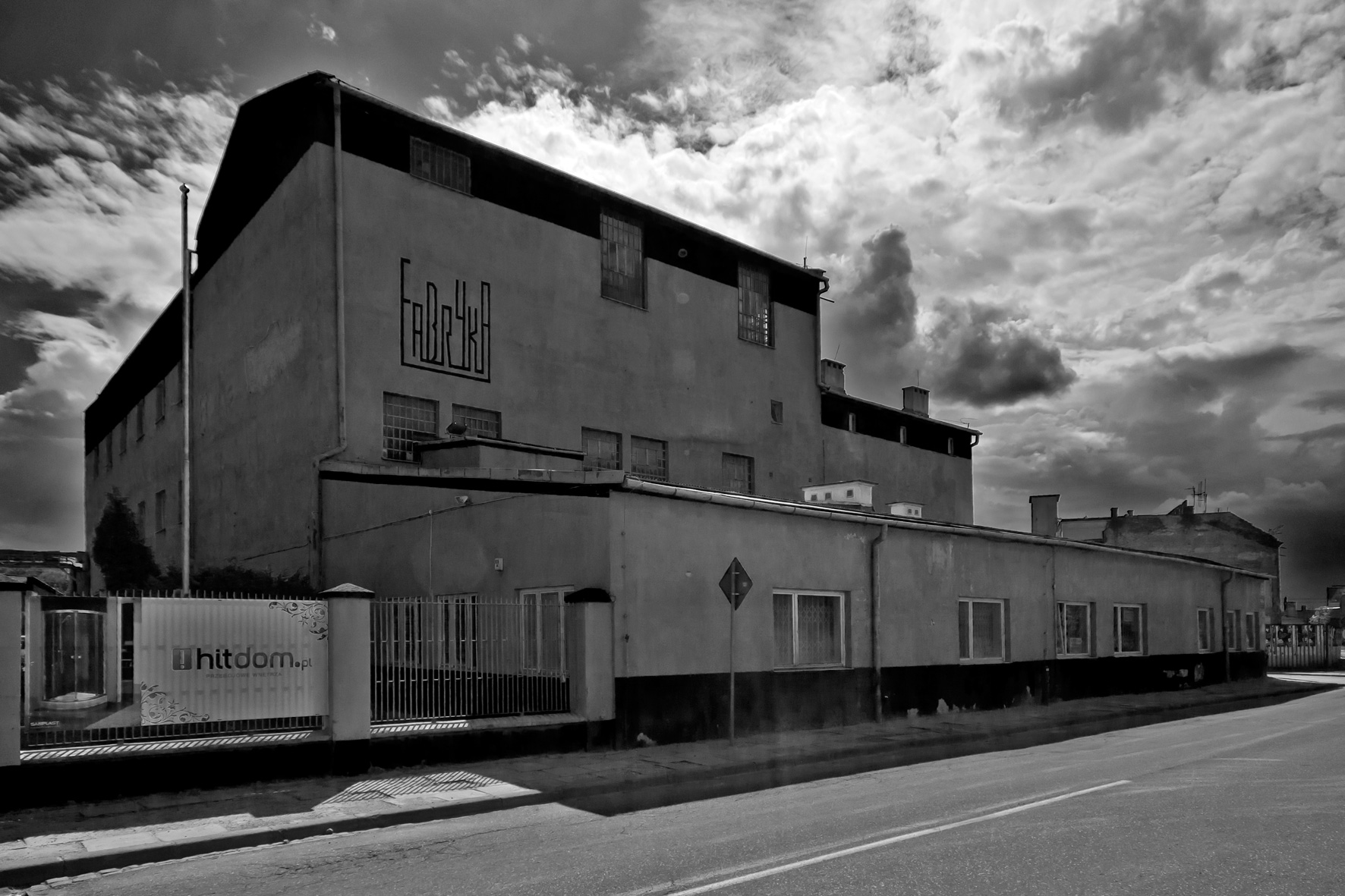
Nieistniejący już budynek fabryki kosmetyków „Miraculum”

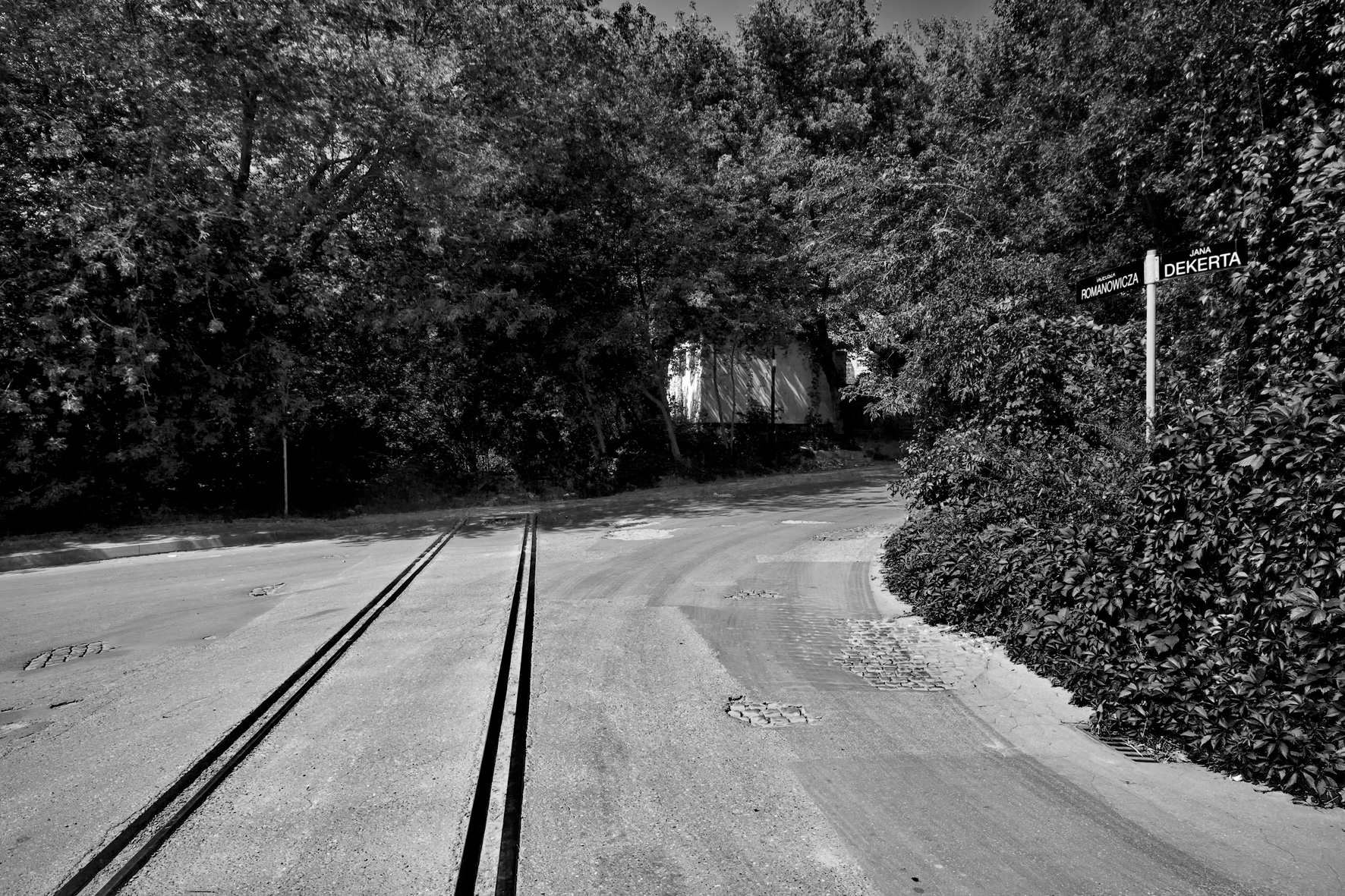
Zabłocie, dawne tory kolejowe

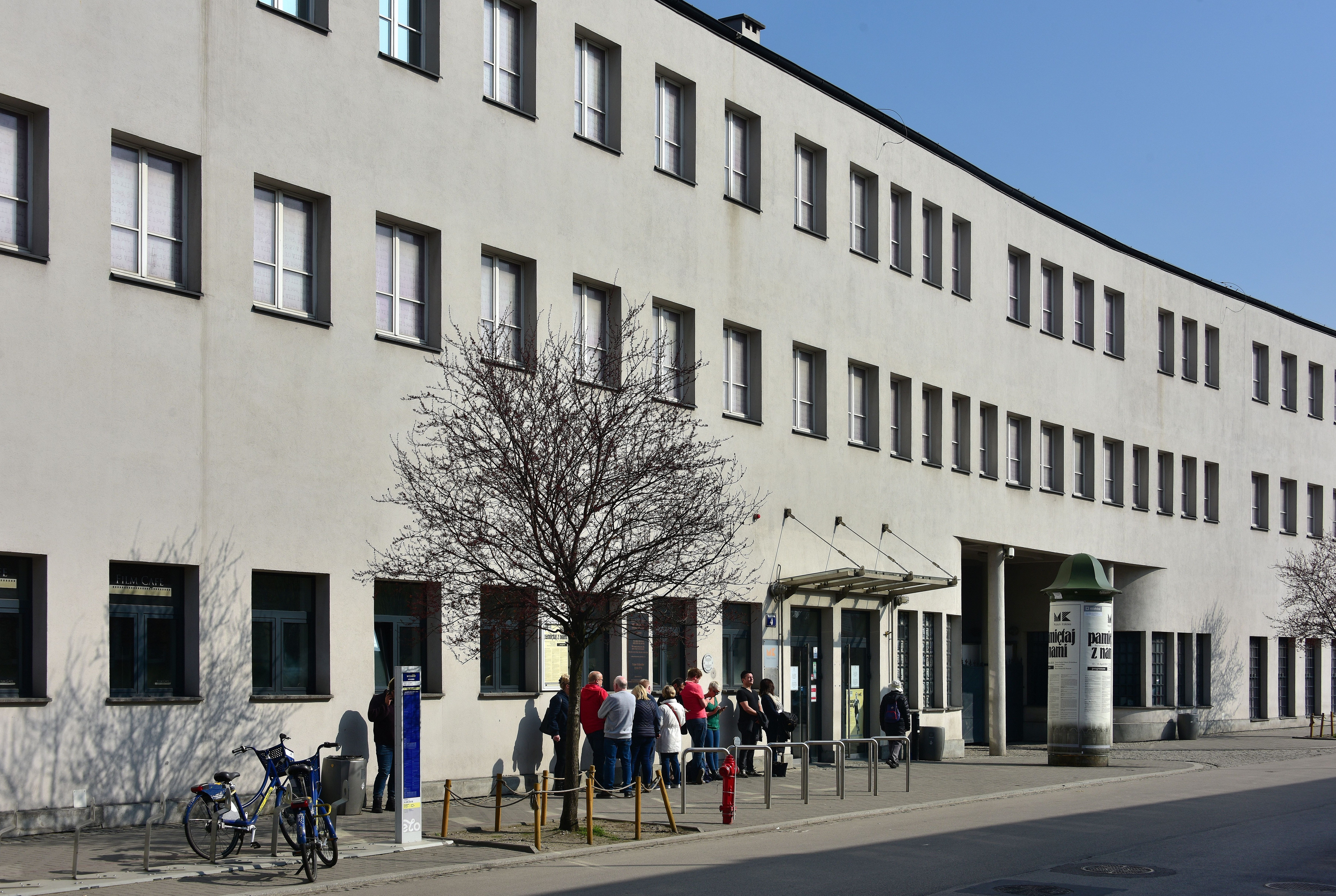
Budynek biurowy dawnej Fabryki Emalia Oskara Schindlera, obecnie oddział Muzeum Historycznego Miasta Krakowa

Zabłocie – obszar Krakowa, położony na prawym brzegu Wisły, jest to dawna wieś będąca od 1784 wschodnią częścią miasta Podgórza. Od 1991 wchodzi w skład dzielnicy XIII Krakowa. 
Północną granicę dawnej wsi stanowiła Wisła, wschodnią - linia dzisiejszej ul. Na Dołach do ul. Gipsowej a zachodnią - linia dzisiejszych ulic Lwowskiej, Limanowskiego (wschodni fragment ulicy) oraz Wielickiej (zachodni fragment ulicy) i Jerozolimskiej.
Nazwa „Zabłocie” oznacza teren położony „za błotem” i po raz pierwszy pojawiła się w źródłach w 1334 roku w odniesieniu do lasów królewskich „circa Zabloczyc”. Okres największego rozwoju tego terenu przypada na przełom XIX i XX wieku, kiedy to powstają zakłady kolejowe i przemysłowe, a Zabłocie staje się terenem przemysłowym. Po 1989, wraz z likwidacją wielu przedsiębiorstw państwowych, okolica podupadła. Od końca lat 90. XX wieku podjęto działania mające na celu rewitalizację tej dzielnicy, która obecnie stanowi jeden z najbardziej dynamicznie rozwijających się obszarów Krakowa.

## Historia

### Średniowiecze
W XIV wieku król Kazimierz Wielki stopniowo (w 1357 i 1370 roku) sprzedał miastu Kazimierz wieś Czyżową, leżącą na terenie współczesnego Zabłocia, której życie osadnicze koncentrowało się wokół dzisiejszych ulic Lipowej i Kącik. W tym okresie zbudowano na Zabłociu port nad Wisłą, który umożliwiał handel na większą skalę wydobywaną w Wieliczce solą kamienną.

### Czasy nowożytne
W 1595 roku wieś położona w powiecie szczyrzyckim województwa krakowskiego była własnością miasta Kazimierza.
W wyniku I rozbioru Polski okolice Krakowa włączono do austriackiej Galicji, której granica przebiegała na Wiśle. Zabłocie zostało wówczas wyłączone z obszaru miasta Kazimierz, pozostającego w granicach Rzeczypospolitej. Kraków został odcięty od zaplecza na prawym brzegu Wisły – kopalni w Wieliczce, cegielni i portu solnego na Zabłociu.
W 1784 roku powstało nowe miasto Podgórze, założone na mocy patentu cesarza Józefa II w pobliżu uruchomionej w 1776 przez Austriaków komory celnej, pobierającej opłaty i kontrolującej przepływ towarów z Polski do Galicji. Miasto to miało stanowić nowe centrum administracyjne zachodniej części przyłączonej prowincji. Po II rozbiorze Polski Kraków został przyłączony do Austrii. Dzięki pokojowi zawartemu w 1809 roku, Księstwo Warszawskie uzyskało jednak gwarancję dostawy soli przez Kraków, mimo że Wieliczka znajdowała się już na terytorium austriackim. W tym okresie powstały magazyny solne na Zabłociu. Przyjmuje się, że zespół o funkcji magazynu soli wraz z tzw. portem solnym istniał tam znacznie wcześniej. Istniejący po dziś dzień ostatni budynek składów solnych mógł powstać już w XVIII wieku. W tamtym okresie przez Podgórze przebiegał trakt handlowy łączący Czechy ze Lwowem.
Rozwój Zabłocia nabrał tempa w II połowie XIX wieku. Wówczas po wschodniej stronie miasta Podgórze poprowadzono główną linię kolejową Galicji, która biegła z Krakowa do stolicy prowincji, rozpoczęto także prace wokół budowy największej austriackiej fortyfikacji – Twierdzy Kraków. W ostatnich latach XIX powstały zakłady kolejowe, przemysłowe i składnice, funkcjonował dalej port rzeczny, a obszar zabudowy miejskiej ulegał stopniowemu powiększeniu. Nie bez znaczenia dla rozwoju tej części Galicji jest fakt, że gminy prawego brzegu Wisły miały dostęp do surowców i wolną przestrzeń pod nowe inwestycje, a przede wszystkim były zwolnione z płacenia akcyzy. Choć w 1903 roku Podgórze nawiedziło wielka powódź, nie zatrzymała ona rozwoju tej dzielnicy. Powstały za to nowe, rozbudowane wały przeciwpowodziowe. Rozwój wielkiego przemysłu na Zabłociu rozpoczął się jednak dopiero na przełomie XIX i XX wieku, kiedy dzielnica została odgrodzone od Wisły solidnym wałem przeciwpowodziowym. Przed wybuchem I wojny światowej rozpoczęto prace nad czwartą w tym rejonie stacją kolejową Podgórze–Wisła (istnieją już Podgórze–Płaszów, Podgórze – Miasto i Podgórze–Bonarka), która została otwarta w 1911 roku jako stacja towarowa obsługująca pobliskie firmy transportowe i Twierdzę Kraków. W 1915 Zabłocie, wraz z Podgórzem, zostało przyłączone do miasta Krakowa.
W wyniku rozwoju Zabłocia jako dzielnicy przemysłowej, w I połowie XX wieku powstały:
- Fabryka Siatek, Mebli, Konstrukcji Żelaznych i Wyrobów Ornamentalnych Kutych Józefa Goreckiego (1890),
- Przemysł Towarów Żelaznych Lazara Korngolda (1897),
- Zakłady Cynkownicze „Polcynk” (1925),
- Fabryka Mydła Czesława Śmiechowskiego (1913),
- zakład przemysłu spirytusowego „Wódki Krakowskie” (1919) – później Fabryka Wyrobów Spirytusowych „Krakus”,
- Małopolska Fabryka Naczyń Emaliowanych i Wyrobów Blaszanych „Rekord” (1930) – późniejsza Fabryka Schindlera,
- Krakowska huta szkła „Wawel” (1930),
- Fabryka Skrzyń Władysława Jankowskiego (ok. 1920)
- Fabryka Zapałek „Znicz” (1922),
- Fabryka Wyrobów Metalowych i Mechanizmów do Parasoli „Superior” (ok. 1930)

### XX wiek
W latach 1939–1945 Zabłocie stanowiło miejsce lokalizacji magazynów sprzętu lotniczego i łączności służących jednostce lotniczej III Rzeszy. W zakładach przemysłowych wykorzystywano pracę niewolniczą: od 1942 roku doprowadzano tam grupy robotników z krakowskiego getta, a po jego likwidacji w marcu 1943, z obozu płaszowskiego. Więźniowie powstałego w maju 1943 roku podobozu obozu Płaszów pracowali w Fabryce Skrzyń Ernesta Kühnpasta, Fabryce Chłodnic i Części Samolotowych Kurta Hodermana (NKF), Przedsiębiorstwie Budowy Baraków Józefa Chmielewskiego i Fabryce Naczyń Emaliowanych Oskara Schindlera „Emalia”. Istotnym miejscem wydarzeń czasu wojny jest plac Bohaterów Getta (wcześniej Mały Rynek i plac Zgody), który był miejscem wysiedleń krakowskich Żydów, wysyłanych stąd do obozów zagłady.
Po II wojnie światowej następuje dalsza industrializacja obszaru Zabłocia, w 1946 roku powstały tu m.in. zakłady elektroniczne Telpod-Unitra (później Telpod S.A.), które działają nieprzerwanie do 2002 roku. Utworzone jako zaplecze Polskiego Radia, stały się jednym z największych kompleksów przemysłowych w czasach PRL-u. Od 1950 działała na Zabłociu fabryka kosmetyków „Miraculum”. Powstała w 1926 roku, to jedna z najstarszych fabryk krakowskich funkcjonujących do dziś. W 1952 roku zbudowany został most na Wiśle w Łęgu, który usprawnił komunikację Zabłocia z powstającą w tamtym czasie Nową Hutą. W 1989 roku wiele firm państwowych działających na terenie Zabłocia zostało zamkniętych, co doprowadziło do stagnacji całej okolicy.
W 1991 roku przeprowadzona została reforma łącząca teren Podgórza, Płaszowa i historycznego Zabłocia w XIII dzielnicę samorządową miasta Krakowa.

## Zabłocie dzisiaj
W 2001 powstał Most Kotlarski, łączący Zabłocie z Grzegórzkami, dzięki czemu polepszyła się komunikacja tej części Krakowa ze Śródmieściem. Na początku XXI wieku powstał tu również nowy ośrodek edukacyjny – Krakowska Szkoła Wyższa im. Andrzeja Frycza Modrzewskiego (od 2009 roku – Krakowska Akademia im. Andrzeja Frycza Modrzewskiego). Od 1992 funkcjonują również Krakowskie Szkoły Artystyczne, kształcące w zakresie projektowania ubioru, kreatywnej fotografii czy aranżacji wnętrz. W 2006 roku Zabłocie zostało uznane za obszar strategiczny w rozwoju miasta Krakowa, powstał również program rewitalizacji i aktywizacji poprzemysłowego obszaru Zabłocia.
Odsłonięta w 2010 roku Kładka Ojca Bernatka, łącząca Kazimierz z Podgórzem, przyczyniła się do ożywienia ruchu turystycznego na Zabłociu, które dzieli od Kazimierza 20-minutowy spacer.
Niegdysiejszy młyn „Ziarno” przy ul. Zabłocie 25 został zaadaptowany na budynek mieszkalny. Na terenach pomiędzy ul. Romanowicza a Ślusarską w latach 2013–2019 zostały wybudowane liczące ponad 700 mieszkań osiedla „Pasaż Podgórski” i „Zabłocie Concept House”. Budynek dawnej fabryki „Miraculum” został w latach 2018–2019 odnowiony i przekształcony w biurowiec, a 7-kondygnacyjny budynek zakładów produkcyjnych Telpod przy ul. Romanowicza – w prywatny akademik LivinnX.
Pod koniec 2021 roku został wyznaczony obszar Systemu Informacji Miejskiej pn. Zabłocie. Nazwa ta pojawi się na tablicach ulicowych i informacji drogowej w ramach nowego SIM.

## Zabłocie kulturalne
Ten niegdyś całkowicie industrialny obszar, dziś jest siedzibą dwóch instytucji kulturalnych, a także ośrodkiem inicjatyw o artystycznym charakterze.
W grudniu 2005 roku przebudowany został Plac Bohaterów Getta. Na placu zainstalowano pomnik ofiar krakowskiego getta, na który składa się 33 rzeźby krzeseł z metalu oraz ich 37 mniejszych kopii. Autorzy pomnika odnieśli się do wspomnień Tadeusza Pankiewicza, właściciela Apteki pod Orłem. Pankiewicz, nieżydowski właściciel jedynej w krakowskim getcie apteki, pisał o składowanych na tym placu meblach, które wynoszono z mieszkań po likwidacji getta i wywózce jego więźniów do obozów koncentracyjnych. Od 1983 roku w dawnym lokalu apteki funkcjonuje muzeum (od 2003 roku jest ono częścią Muzeum Historycznego Miasta Krakowa).
W 2005 roku Gmina Miejska Kraków wykupiła niegdysiejszą fabrykę „Emalia” należącą w czasie wojny do Oskara Schindlera, która stała się częścią Muzeum Historycznego Miasta Krakowa. W czerwcu 2010 roku otwarto tu wystawę „Kraków – czas okupacji 1939–1945”, która otrzymała nagrodę za najlepszą wystawę historyczną w Polsce w konkursie „Sybilla 2010”. Miesięcznie odwiedza ją 15–20 tys. turystów z całego świata.
Przy fabryce „Emalia”. przy ul. Lipowej 4, w maju 2011 otwarto Muzeum Sztuki Współczesnej w Krakowie MOCAK. Budynek Muzeum połączył sześć istniejących już na terenie dawnej Fabryki Schindlera obiektów, jest obiektem autorstwa architekta Claudio Nardiego. Muzeum skupia się na ekspozycji artystów ostatnich dwóch dziesięcioleci, gości wiele międzynarodowych wystaw, posiada własną bibliotekę i księgarnię, inicjuje szereg przedsięwzięć o charakterze edukacyjnym i kulturalnym.
Miejscem koncertów i wydarzeń kulturalnych był istniejący w latach 2010–2015 „Klub Fabryka”, który funkcjonował na terenie dawnej siedziby fabryki kosmetyków „Miraculum”.
We wrześniu 2014 roku została otwarta nowa siedziba „Cricoteki” i Muzeum Tadeusza Kantora na ul. Nadwiślańskiej, stanowiąca nowoczesne centrum wystawiennicze i teatralno-konferencyjne, a także ośrodek dokumentacji historii teatru i sztuki wizualnej. Przy nim powstała również czytelnia, biblioteka i księgarnia. W planach jest utworzenie Forum Literatury w budynku dawnego magazynu solnego przy ul. Na Zjeździe 8. Projekt Forum Literatury zakłada stworzenie wielofunkcyjnego obiektu podkreślającego atuty Krakowa i Małopolski związane z rozwojem literatury i nauki. Koncepcja odnosi się też do nadanego Krakowowi tytułu Miasta Literatury UNESCO.
Na terenie Zabłocia można było napotkać efekty działań artystów w ramach ArtBoom Tauron Festiwal. Po pierwszej edycji festiwalu zostało dzieło Mirosława Bałki pt. AUSCHWITZWIELICZKA – betonowy korytarz usytuowany przy stacji PKP Kraków – Zabłocie, będący krytyczną refleksją na temat schematycznego zwiedzania okolic Krakowa, rozumianego jako sekwencja wycieczek do obozu Auschwitz-Birkenau oraz Kopalni soli „Wieliczka”.
W ramach akcji artystycznych w Krakowie na Zabłociu powstało również kilka murali, m.in. mural z Jokerem.